# Doppia immagine
Doppia immagine (Mirror Images) è un film statunitense del 1992 diretto da Gregory Dark. Il film ha avuto un sequel dal titolo Doppia immagine 2 nel 1994.

## Trama
Kaitlin Blair è una donna annoiata dell'alta borghesia, sposata con Jeffrey ed insoddisfatta del proprio matrimonio e della propria vita. Per poter combattere la noia e sperimentare nuove emozioni inizia a spacciarsi per la bionda sorella gemella Shauna. Kaitlin però ignora che un assassino seriale ne è ossessionato e la sta cercando.